# Lise Selnes
Lise Selnes (nascida a 11 de novembro de 1976) é uma política norueguesa.
De Stange, Selnes trabalhou como professora em Nord-Odal a partir de 1999. Ela foi presidente da câmara de Nord-Odal de 2011 a 2021. Depois, foi eleita representante no Storting pelo círculo eleitoral de Hedmark para o período 2021-2025, pelo Partido Trabalhista. No Storting, ela foi membro do Comité Permanente de Educação, Pesquisa e Assuntos da Igreja desde 2021.